# Sant Pere de Vilamajor
Sant Pere de Vilamajor ist eine katalanische Gemeinde in der Provinz Barcelona im Nordosten Spaniens. Sie liegt in der Comarca Vallès Oriental.

## Persönlichkeiten
- Marc Casadó (* 2003), Fußballspieler